# 周楚添
周楚添（英語：Chow Chor-tim，1957年8月13日—），香港公務員，退休前為南區民政事務專員。周在1981年7月加入香港政府於政務總署任職二級行政主任，及後被調派至布政司署文康市政科並升任一級行政主任，繼而進一步在1993年於區域市政總署擢升為高級行政主任。其後，他輾轉於影視及娛樂事務管理處、區域市政總署及市政事務署等部門任職。周於2010年時離任公務員事務局一般職系處的總行政主任職位並升任首席行政主任，接替區慶源擔任機電工程署主任秘書至2014年7月13日。周於2014年7月15日起以高級首席行政主任職級出任南區民政事務專員，任內南區因南港島綫啟用而面臨各項市區更新問題的困擾，周不時代表政府面對地區人士就城市规划的請願。2017年5月，臨近退休的周更曾在建制派區議員及規劃署署長李啟榮於區議會會議後由後門離開躲避示威者時，親自前往接待處接收香港眾志成員黃之鋒及袁嘉蔚提交的請願信。及後，周在2017年8月年滿60歲時退休，專員一職由馬周佩芬接任。